# Zelotypia stacyi
Zelotypia stacyi is een vlinder uit de familie van de wortelboorders (Hepialidae). Het is de enige soort uit het monotypische geslacht Zelotypia. De soort werd in 1869 beschreven door de Australische entomoloog Alexander Walker Scott. Edward Meyrick noemde deze soort Leto stacyi.
De soort komt enkel voor in Queensland en New South Wales in Australië. Ze wordt vooral aangetroffen in de bossen rond Newcastle. Het is een zeer grote vlindersoort; de spanwijdte kan tot 25 centimeter bedragen. Volwassen dieren zijn bleekroze en hebben een witte oogvlek en andere markeringen op de voorvleugels. Het abdomen is donkerbruin. De larven leven en verpoppen in de bast en takken van eucalyptusbomen.